# Acacia ramosissima
Acacia ramosissima é uma espécie de leguminosa do gênero Acacia, pertencente à família Fabaceae.